# Steven Robman
Steven Robman (* 27. September 1944 in London) ist ein US-amerikanischer Film- und Theaterregisseur.
Steven Robman absolvierte 1962 die Alexander Hamilton High School in Los Angeles. Er studierte bis 1966 an der University of California in Berkeley und wechselte dann an die Yale School of Drama, die er 1973 beendete.
Von 1980 bis 1982 war Robman künstlerischer Leiter des Phoenix Theater in New York City. Außerdem inszenierte er Theaterstücke im Manhattan Theatre Club, bei Playwrights Horizons, im Longwharf Theatre und im Guthrie Theatre in der Arena Bühne, Schauspielertheater von Louisville, Mark Taper Forum, Yale Repertory Theatre und Goodman Theatre.
Sein Regiedebüt gab er 1976 mit dem Film Sea Marks. Von 1979 bis 1998 folgte ausschließlich Serienproduktionen wie Familienbande, Die besten Jahre, Doogie Howser, Ausgerechnet Alaska oder auch Melrose Place. Es folgten Fernsehfilme wie Blut an ihren Händen und die Filmbiografie The Audrey Hepburn Story. Für die Fernsehserie Party of Five übernahm er von 1994 bis 2000 bei 22 Folgen die Regie, wie bei weiteren Drama- und Comedy-Serien, darunter Gilmore Girls und auch Ghost Whisperer – Stimmen aus dem Jenseits.
Robman ist seit 2003 mit der Schauspielerin Kathy Baker verheiratet.

## Filmografie (Auswahl)
- 1979: Great Performances (1 Folge)
- 1986: The Facts of Life (1 Folge)
- 1986: Silver Spoons (1 Folge)
- 1987: Familienbande (2 Folgen)
- 1987: Everything’s Relative (1 Folge)
- 1988: Charles in Charge (1 Folge)
- 1989: Die besten Jahre (1 Folge)
- 1989: Baby Boom (2 Folgen)
- 1990: Hull High (1 Folge)
- 1991: Doogie Howser (1 Folge)
- 1991–1994: Ein Strauß Töchter (9 Folgen)
- 1992: Ausgerechnet Alaska (2 Folgen)
- 1992: Melrose Place (1 Folge)
- 1992: The Heights – Rockin’ Friends (The Heights, 2 Folgen)
- 1992–1994: Law & Order (3 Folgen)
- 1994–1995: SeaQuest (2 Folgen)
- 1994–2000: Party of Five (22 Folgen)
- 1998: Blut an ihren Händen
- 2000: The Audrey Hepburn Story
- 2002: Gilmore Girls (2 Folgen)
- 2007–2009: Ghost Whisperer – Stimmen aus dem Jenseits (4 Folgen)